# 茶色蟆口鴟
茶色蟆口鴟，又名褐蟆口鴟、茶色蛙口鷹、茶色夜鶯或茶色夜鷹，是一種蟆口鴟，主要分佈在澳大利亚大陆、塔斯曼尼亞岛及新畿內亞南部。茶色蟆口鴟因为其外形和通常在低光环境下出没，经常被误认为是猫头鹰。
雄鳥與雌鳥相似，約長35～50厘米。牠們的眼睛是黃色的，闊喙上有一束羽毛。牠們可以用喙發出響聲。
茶色蟆口鴟於夜間飛行獵食，早上會留在樹上，等待獵物的到來。牠們會用喙捕捉獵物而不用鈎爪，有時從樹上衝往地上捕捉獵物。牠們的飞行能力不是很强，并且没有攻击能力，因此遇到危险时依赖保护色和拟态躲避捕食者——它们的偽裝很好，當一动不动時會被当作是樹幹的一部份。茶色蟆口鴟主要捕食昆蟲（比如蛾子、蟬、蚜蟲、甲蟲、黄蜂、螞蟻等）、蝸牛、蛞蝓、蠕蟲、蜘蛛、蠍子、蜈蚣、馬陸等小型猎物，偶尔也会捕食青蛙、蜥蜴、壁虎、老鼠以及一些小型的鸟类和哺乳动物。
茶色蟆口鴟成雙成對的生活，直至另一方死去。牠們於每年的8月至12月交配。牠們會住在同一個巢中，並會修理鬆散及不整齊的部份。雌鳥與雄鳥交配後，會在巢中產下2～3顆蛋。雄鳥及雌鳥會輪流看守蛋，約於30日就會孵化。牠們會一同的哺育雛鳥。雛鳥孵化後25日就可以離巢過自己的生活。

## 圖片

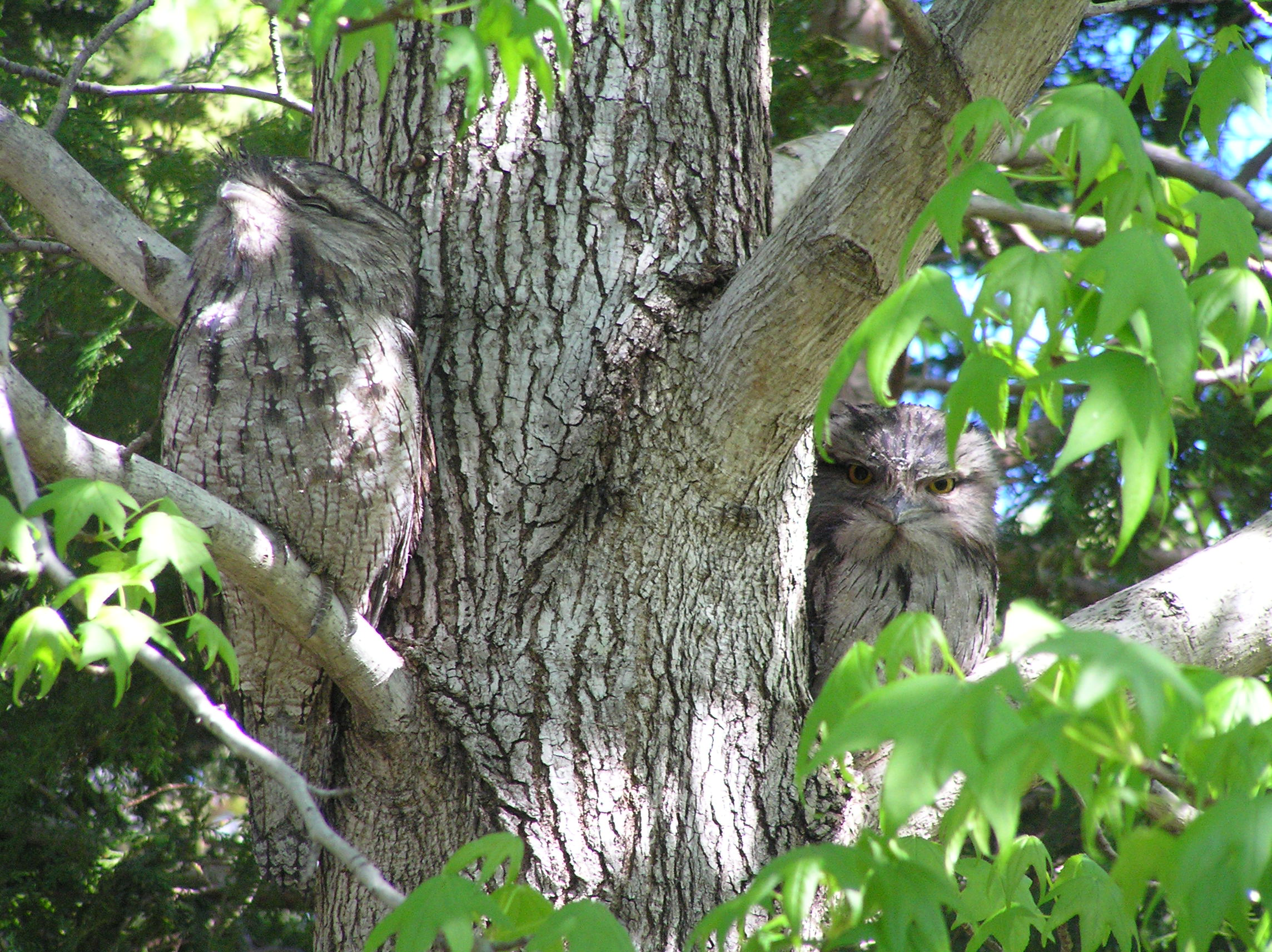
茶色蟆口鴟偽裝成樹幹
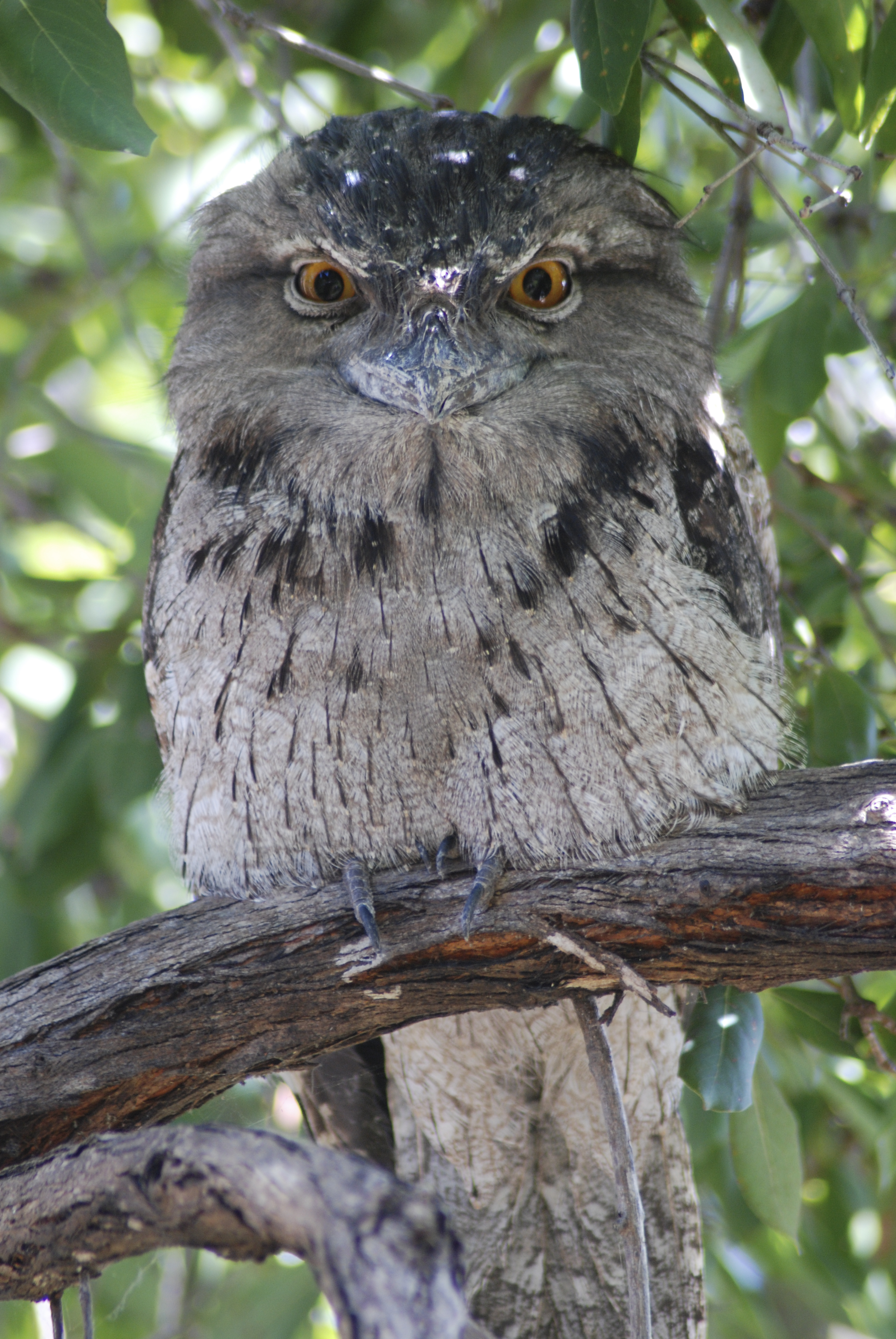
茶色蟆口鴟在樹上
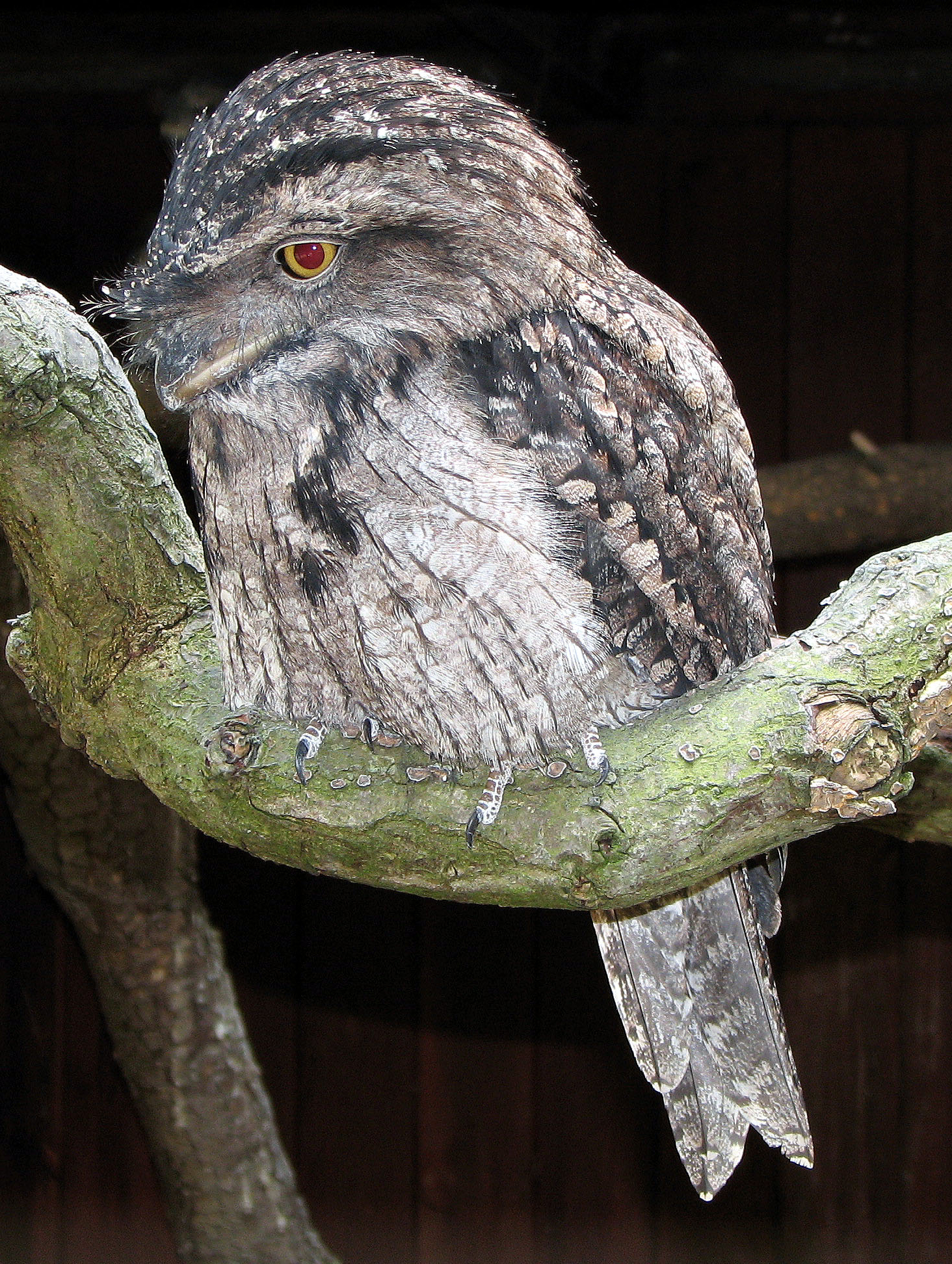
茶色蟆口鴟
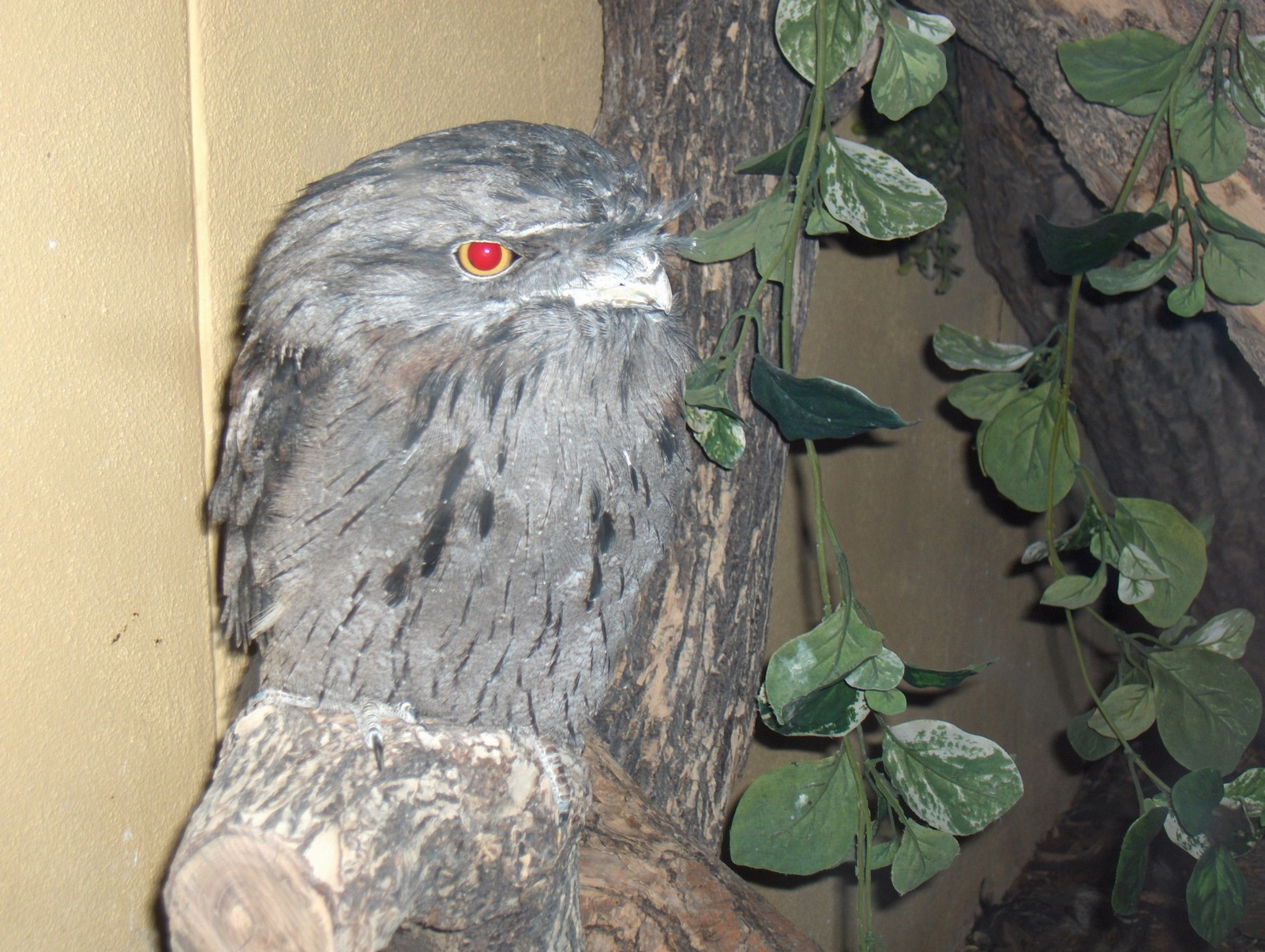
丹佛動物園中的茶色蟆口鴟
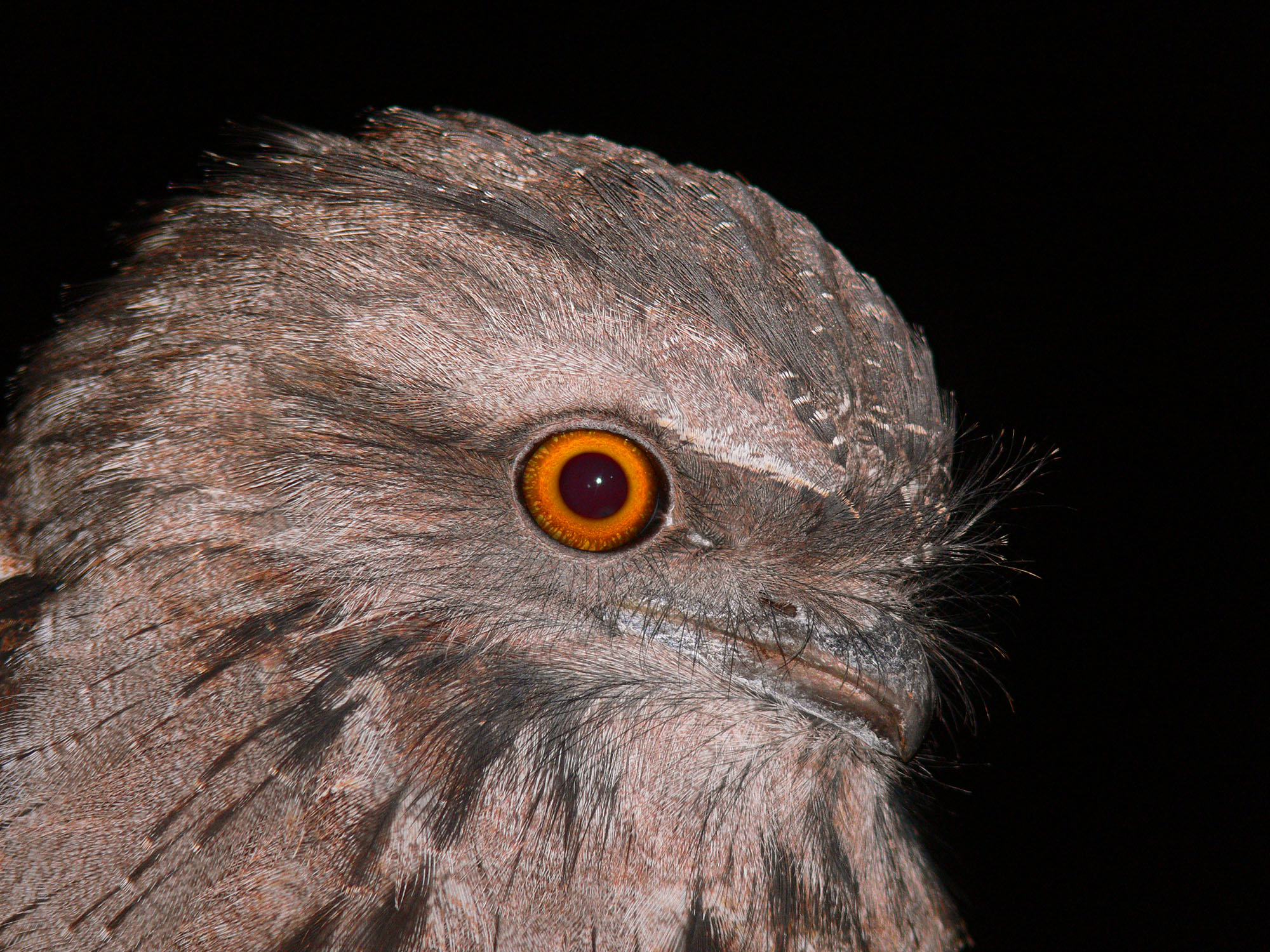
夜間的野鳥
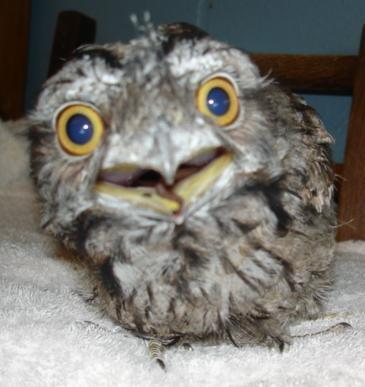
張嘴
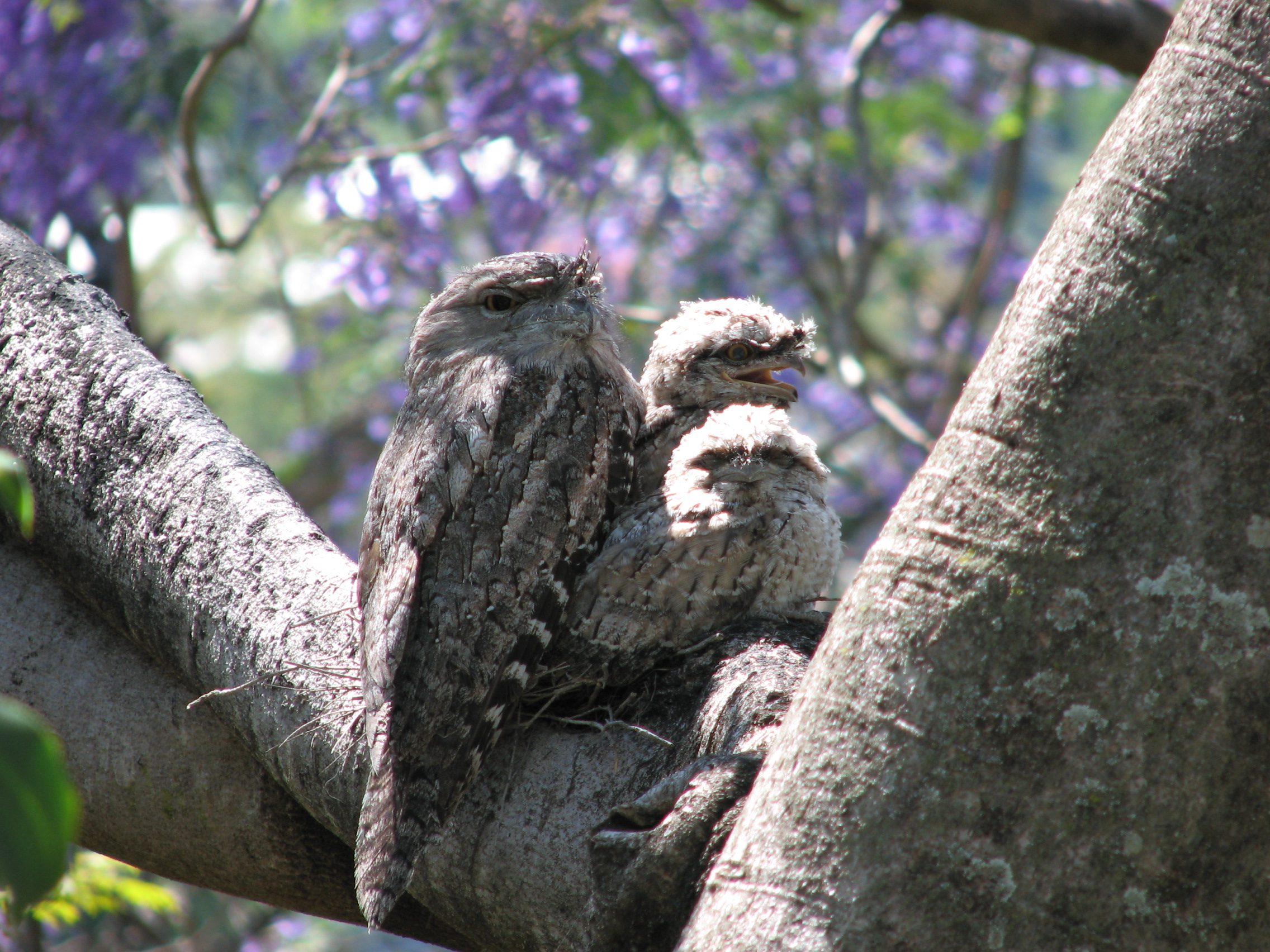
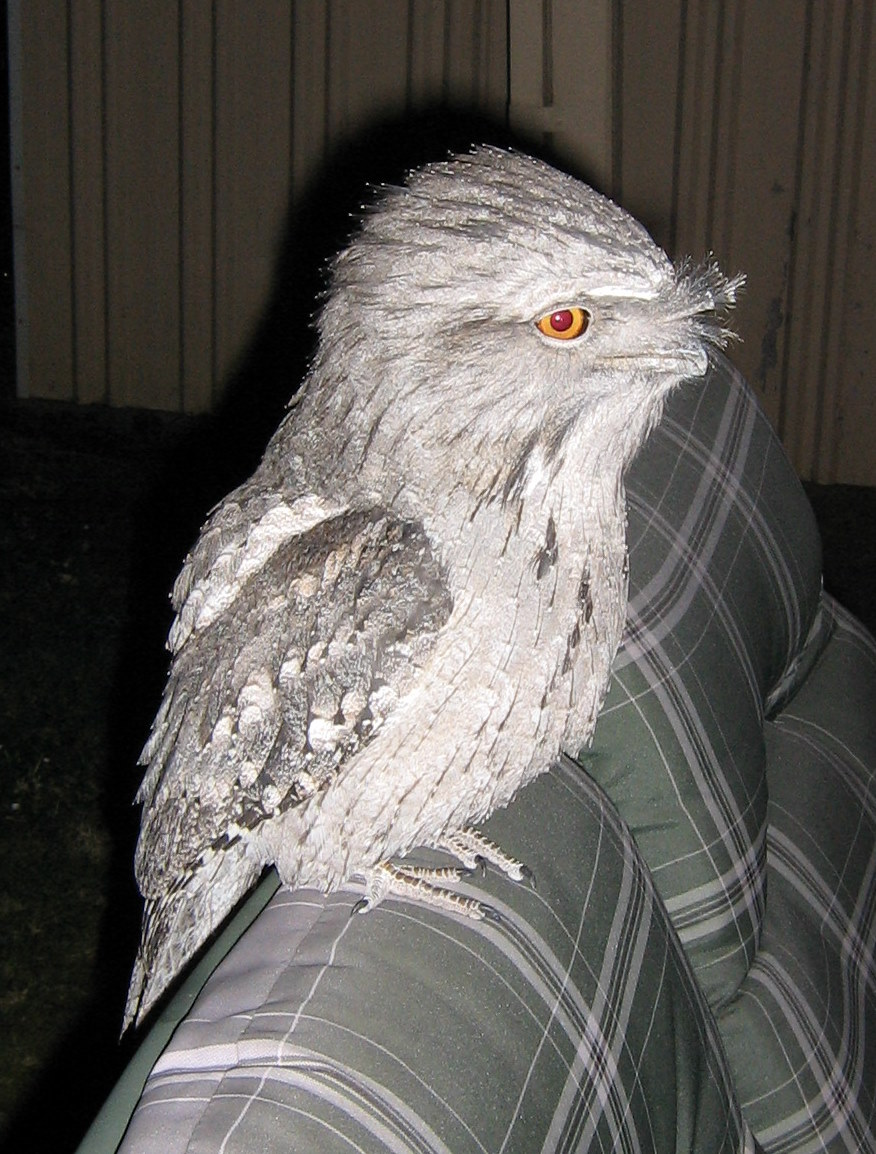
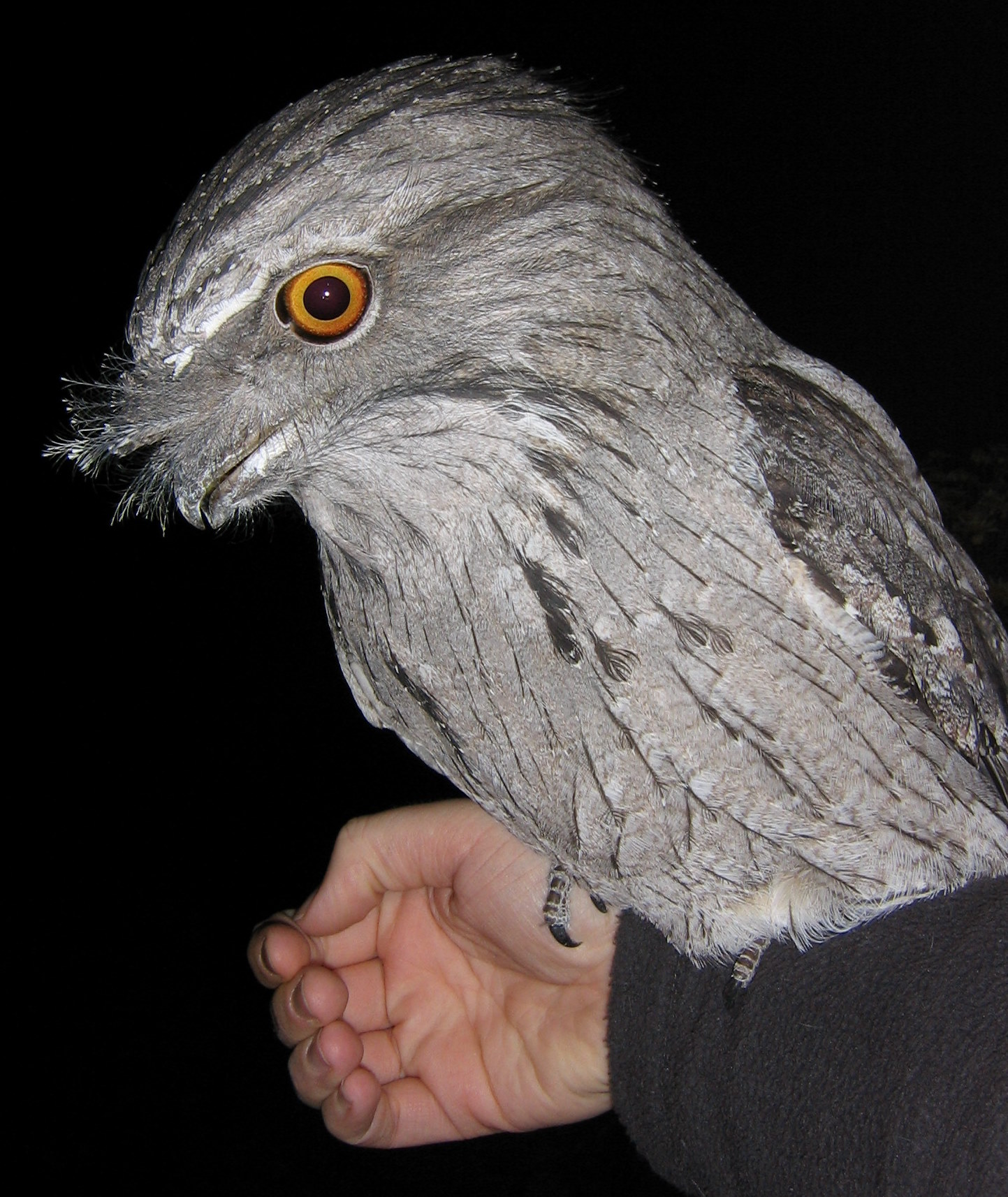
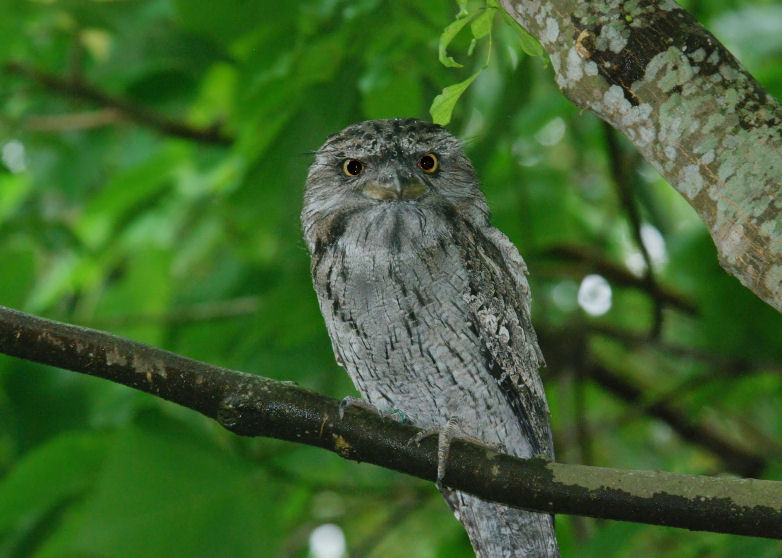
邁阿密動物園中的茶色蟆口鴟

## 外部連結
- BirdLife Species Factsheet （页面存档备份，存于）
- Australian museum online
- Smithsonian National Zoological Park
- National Parks and Wildlife Service